# Cumberland Gap (Tennessee)
Cumberland Gap es un pueblo ubicado en el condado de Claiborne en el estado estadounidense de Tennessee. En el Censo de 2010 tenía una población de 494 habitantes y una densidad poblacional de 583,29 personas por km².

## Geografía
Cumberland Gap se encuentra ubicado en las coordenadas 36°35′51″N 83°39′56″O / 36.59750, -83.66556. Según la Oficina del Censo de los Estados Unidos, Cumberland Gap tiene una superficie total de 0.85 km², de la cual 0.85 km² corresponden a tierra firme y (0%) 0 km² es agua.

## Demografía
Según el censo de 2010, había 494 personas residiendo en Cumberland Gap. La densidad de población era de 583,29 hab./km². De los 494 habitantes, Cumberland Gap estaba compuesto por el 86.64% blancos, el 4.25% eran afroamericanos, el 0.61% eran amerindios, el 4.86% eran asiáticos, el 0% eran isleños del Pacífico, el 0.2% eran de otras razas y el 3.44% pertenecían a dos o más razas. Del total de la población el 0.61% eran hispanos o latinos de cualquier raza.